# 中欧人权对话
中欧人权对话是中华人民共和国政府和欧盟之间在人权领域的外交對話機制。
- 中国与欧盟人权对话始于1997年。根据双方达成的协议，中国与欧盟每半年举行一次人权对话。
- 2006年5月25日至26日，中国与欧盟第21次人权对话在维也纳举行。中华人民共和国外交部国际司司长吴海龙和欧盟轮值主席国奥地利外交部法律顾问特劳特曼斯多夫共同主持了会议。[1]
- 2007年5月，由歐洲聯盟與中國代表在柏林舉行人權對話時，德國與會代表拒絕中國的要求，不同意在會議時排除香港的非政府組織，導致會議流產。[2]
- 2007年10月17日，外交部国际司司长吴海龙与欧盟轮值主席国葡萄牙外交部（英语：Ministry of Foreign Affairs (Portugal)）大使热苏斯在北京共同主持中欧第24次人权对话。[3]
- 2008年5月15日和16日，中国和欧盟第25次人权对话在斯洛文尼亚首都卢布尔雅那市郊外的布尔多举行。中国外交部国际司司长吴海龙与欧盟轮值主席国斯洛文尼亚外交部（英语：Ministry of Foreign Affairs (Slovenia)）国际法和利益保护司长翁迪娜·布洛卡尔·德罗比奇共同主持了这次中欧人权对话。[4]
- 2009年5月14日至15日，中国与欧盟第27次人权对话在布拉格举行。中国外交部国际司司长吴海龙与欧盟轮值主席国捷克外交部政治司长波韦希尔共同主持。[5]
- 2009年11月20日，中国与欧盟第28次人权对话在北京举行。外交部国际司司长吴海龙与欧盟轮值主席国瑞典外交部人权大使诺德兰德共同主持对话。[6]
- 2010年6月29日，欧盟与中国代表在西班牙马德里举行新一轮中欧人权对话。中国外交部国际司司长陈旭率领中方代表团出席了这次会谈。[7]